# Humbert (Pas-de-Calais)
Humbert (niederländisch Humberg)  ist eine französische Gemeinde im Département Pas-de-Calais in der Region Hauts-de-France. Sie gehört zum Kanton Lumbres im Arrondissement Montreuil.

## Lage
Die Gemeinde Humbert liegt im Artois, acht Kilometer ostnordöstlich von Montreuil-sur-Mer. Nachbargemeinden von Humbert sind Saint-Michel-sous-Bois im Nordosten, Embry im Osten, Saint-Denœux im Süden, Sempy im Westen sowie Clenleu im Nordwesten.

## Bevölkerungsentwicklung
| Jahr                       | 1962 | 1968 | 1975 | 1982 | 1990 | 1999 | 2006 | 2016 | 2022 |
| -------------------------- | ---- | ---- | ---- | ---- | ---- | ---- | ---- | ---- | ---- |
| Einwohner                  | 228  | 238  | 225  | 196  | 248  | 254  | 249  | 234  | 251  |
| Quellen: Cassini und INSEE |      |      |      |      |      |      |      |      |      |

## Sehenswürdigkeiten

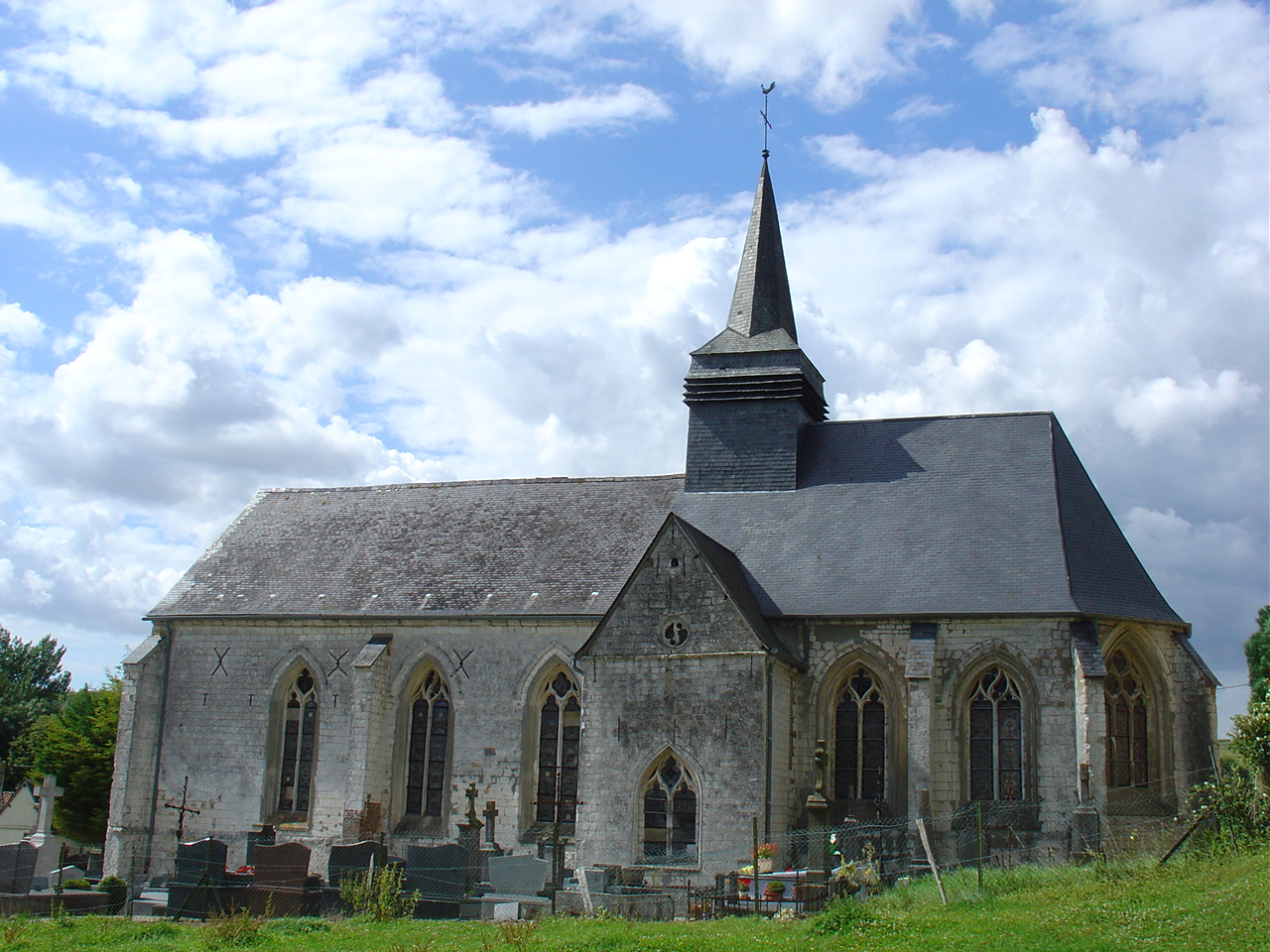
Kirche Saint-Pierre
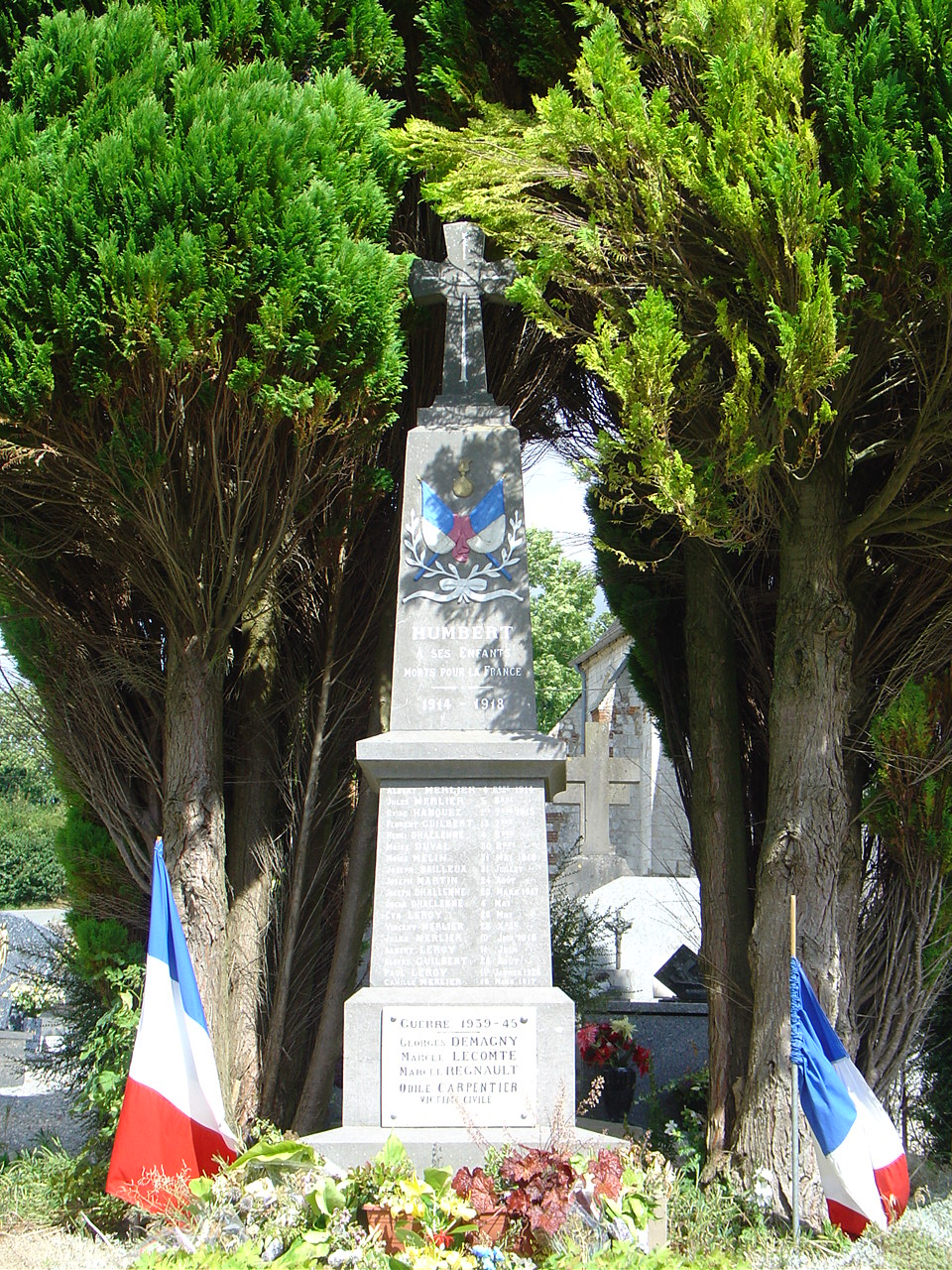
Gefallenendenkmal

- Kirche Saint-Pierre
- Gefallenendenkmal

## Belege
1. ↑  De Nederlanden in Frankrijk, Jozef van Overstraeten, 1969